# 広島県立びんご運動公園
広島県立びんご運動公園（ひろしまけんりつ びんごうんどうこうえん）は、広島県尾道市にある運動公園。広島県が施設を保有し、イズミテクノ・RCC文化センター・シンコースポーツ共同企業体が指定管理者として管理運営している。

## 概要
1994年アジア競技大会広島大会を機に建設され、1993年（平成5年）に正式に開場したが、その前年1992年（平成4年）のアジアカップから使われている。アジア大会ではサッカー、1996年（平成8年）のひろしま国体ではテニスとソフトボール会場として使用された。1997年（平成9年）からサンフレッチェ広島の提携スクール・サンフレッチェびんごサッカースクールの練習場として利用されている。
また、2002年（平成14年）には尾道しまなみ球場が開場した。
2004年（平成16年）10月11日午前7時ごろ、公園内の大型滑り台（ジャイアントスロープ）を利用時間外に持参したそりで利用していた主婦とその二女が斜面下の滑り止めマット（高さ60cm）を乗り越え、約4m下の管理道路に転落した。主婦は死亡、二女は意識不明の重体となった。この事故でおよそ半年の間スロープの利用が中止され、安全対策が打たれた。
2008年（平成20年）から指定管理者としてポラーノグループびんご（特定非営利活動法人ポラーノ・三栄産業・地域パートナーズ広島による共同企業体）と契約、期間は2008年4月1日から3年。
2016年（平成28年）4月より指定管理者としてイズミテクノ・RCC文化センター・シンコースポーツ共同企業体と契約。

## 施設概要
- 広島県立びんご運動公園陸上競技場
- 広島県立びんご運動公園野球場
- 広島県立びんご運動公園球技場
- オリエンテーリングパーマネントコース
- 健康スポーツセンター
  - メインアリーナ（フロア : 51.6m×37.2m、観客席 : 1500席）
  - サブアリーナ（フロア : 36.8m×19.4m）
  - その他に、トレーニング室・スタジオ・研修施設などを完備
- テニスコート
  - センターコート（屋根なし） : 2面、観客席2000人
  - 屋根付 : 4面
  - 一般 : 12面
- コミュニティプール
  - 一般 : 25m×13m（6コース）×水深1.15m - 1.35mと1.35m - 1.55mの2段階式
  - 幼児用 : 20m×3 - 4m×水深0.55m
- 冒険の森
  - ジャイアントスロープ（滑走面 : 延長70m×幅33m、高低差22m）
  - 大型遊具
- キャンプ場
- 多目的広場

など

## 命名権
広島県が広島県立びんご運動公園全体の命名権を公募。尾道市に本社を置くカタオカが取得し、2022年2月1日より「こざかなくんスポーツパークびんご」の名称を用いている。契約は2027年3月31日までで、契約金は年間300万円（税別）。また個別施設は、以下の名称を使用している。
- 陸上競技場→「ダッシュこざかなくん 陸上競技場」
- 野球場→「ぶんちゃん しまなみ球場」
- 球技場→「シュートこざかなくん 球技場」
- 健康スポーツセンター→「チャレンジこざかなくん アリーナ」
- テニスコート→「スマッシュこざかなくん テニスコート」
- コミュニティープール→「スイミーこざかなくん プール」
- キャンプ場→「ザリガニくん オートキャンプ場」

## アクセス

### バス
- JR尾道駅・新尾道駅よりおのみちバス・中国バス「びんご運動公園北門」行で終点下車
  - 土・日・祝日に1往復のみで経由地の違う「びんご運動公園」行きもある
  - プロ野球・高校野球等開催時は臨時便を多数運行し「しまなみ球場前」バス停を経由する

### 車
- JR新尾道駅から約5分
- JR尾道駅から約15分
- 山陽自動車道尾道インターチェンジから約5分
- 西瀬戸自動車道西瀬戸尾道インターチェンジから約20分

### 徒歩
- JR新尾道駅から約30分